# Port de Sainte-Marie
Le port de Sainte-Marie est un petit port de pêche et de plaisance français situé sur le territoire communal de Sainte-Marie, une commune du nord de l'île de La Réunion. Livré en 1996 à la suite de la construction de la deuxième piste de l'aéroport de La Réunion Roland-Garros, deuxième piste au bout de laquelle il se loge, il abrite environ 180 bateaux à faible tirant d'air. Le Port intercommunal, qui a 20 ans, est confronté à une forte demande que la collectivité ne peut actuellement satisfaire, le projet d’extension finaliser en 2020 double le nombre d’anneaux, le portant ainsi à environ 350 bateaux